# 三一书房
三一书房是日本重要出版机构之一，在1945年11月由竹村一、田畑弘、元俊等三人于京都府创办。1955年《三一新书》中的五味川純平小說《人的价值》成为有史以来最畅销书，1957年总部迁至东京都千代田區飯田橋。1967年出版的《日本女性文化史》获得每日出版文化奖，1968年出版的《日本庶民生活史料集成》获每日出版文化奖特别赏，1970年《价格的秘密》销售30万部，2005年举办创业60周年庆，2011年7月1日總部迁至東京都千代田區神田神保町。